# Porvoo-Gemeinschaft

Die Porvoo-Gemeinschaft

Die Porvoo-Gemeinschaft (englisch The Porvoo Communion) ist ein nicht-institutioneller Zusammenschluss von ursprünglich zehn, mittlerweile 13 europäischen Kirchen anglikanischer und lutherischer Konfession. Er entstand durch die in dem Porvoo Common Statement („Porvooer Gemeinsame Feststellung“) enthaltene Porvoo Declaration („Porvoo-Erklärung“), eine Vereinbarung, die 1992 in der Stadt Porvoo (Borgå) in Finnland verabschiedet wurde und die volle Kirchengemeinschaft zwischen den beteiligten Kirchen feststellt.
Das Porvoo Common Statement beschreibt in den ersten 57 Paragraphen die ökumenische Situation, die zu mehr Gemeinschaft bei der Erfüllung des christlichen Auftrags drängt, und die Gemeinsamkeiten in Glauben und Kirchenordnung der beteiligten Kirchen. Die Kirchen verstehen sich als Teil der einen katholischen und apostolischen Kirche, auch wenn die protestantische Reformation ein Teil ihrer Kirchengeschichte ist. Sie sehen sich verbunden im einen Glauben der Alten Kirche, in der schrift- und traditionsgemäßen Feier der Sakramente und im historischen Bischofsamt, das in ihren Ländern zwar stets erhalten, wenn auch nicht in allen Mitgliedskirchen ununterbrochen weitergegeben wurde (Apostolische Sukzession). Paragraph 58, die Porvoo Declaration, enthält die gegenseitige Anerkennung der Sakramente und Ämter sowie die Verpflichtung zu pastoraler Zusammenarbeit und weiteren theologischen Konsultationen.
Die beteiligten Kirchen sind die anglikanischen Kirchen der britischen Inseln sowie die lutherischen Kirchen der nordischen Länder und des Baltikums. Die meisten dieser Kirchen ratifizierten schon 1994/95 die Erklärung. Von den an der Ausarbeitung beteiligten Kirchen trat die Evangelisch-Lutherische Kirche Lettlands bisher nicht bei, hat aber einen Beobachterstatus. Die Dänische Volkskirche trat erst 2010 der Gemeinschaft bei. Sie hatte es als unannehmbar angesehen, dass die Kirche von England keine weiblichen Bischöfe anerkannte und damit auch die Ordinationen durch Bischöfinnen nicht als gültig ansehen wollte. Dieser Kritikpunkt wurde nun als ausgeräumt angesehen; der Bischof von Kopenhagen unterschrieb die Beitrittsurkunde am 3. Oktober 2010. Durch spätere Verhandlungen traten auch die episkopalen (anglikanischen) Kirchen der iberischen Halbinsel der Vereinbarung bei. 2013 wurden auch die Lutheran Church in Great Britain und die Lettische Evangelisch-Lutherische Kirche außerhalb Lettlands (so der damalige Name), die schon seit 2010 mit Beobachterstatus beteiligt waren, als volle Mitglieder aufgenommen.
Die Kirchen halten regelmäßige Konferenzen und Konsultationen ab und fördern den Austausch von Pfarrern. Durch zahlreiche Gemeindepartnerschaften wird die Gemeinschaft vertieft.
Unterzeichner der Vereinbarung von Porvoo:
- Die Church of England
- Die Church of Ireland
- Die Scottish Episcopal Church
- Die Church in Wales
- Die Isländische Staatskirche
- Die Norwegische Kirche
- Die Schwedische Kirche (ehemals Staatskirche)
- Die Evangelisch-Lutherische Kirche Finnlands
- Die Estnische Evangelisch-Lutherische Kirche
- Die Evangelisch-Lutherische Kirche in Litauen
- Die Lusitanische Kirche von Portugal
- Die Reformierte Episkopalkirche Spaniens
- Die Dänische Volkskirche
- Die Lutheran Church in Great Britain
- Die Lettische Evangelisch-Lutherische Kirche weltweit

Kirchen mit Beobachter-Status:
- Die Evangelisch-Lutherische Kirche Lettlands (seit 1994)